# Солацо
Солацо је насеље у Италији у округу Ена, региону Сицилија.
Према процени из 2011. у насељу је живело 339 становника. Насеље се налази на надморској висини од 684 м.